# Daiki Nakamura
Daiki Nakamura (jap. 中村 大樹 Nakamura Daiki; ur. 25 grudnia 1962 w Tokio) – japoński seiyū związany z agencją 81 Produce.

## Wybrane role głosowe
- Brave Exkaiser (Sky Max, God Max)
- The Brave Express Might Gaine (Gaine, Might Gaine, Great Might Gaine, Great Might Gaine Perfect Mode)
- Colorful (Kariya)
- Cromartie High School (przyjaciel Pootana)
- Detective Conan: Crossroad in the Ancient Capital (Ryūen)
- Dragon Ball Z (Bun)
- Flame of Recca (Mokuren Nagai)
- Grandpa Danger (Grandpa)
- Tengen Toppa Gurren Lagann (Dayakka)
- Hunter × Hunter (Welfin)
- InuYasha (Orochidayu)
- Kyūkyū Sentai GoGoFive (Sylfiza)
- Maluda (Shizamaki)
- Monster Rancher (Gray Wolf)
- Mutant Turtles: Superman Legend (Leonardo)
- Naruto (Inoichi Yamanaka)
- Pocket Monsters (Dżentelmen, Lider Yas, Ryō)
- Sailor Moon S (Ukon Katakuri)
- Yaiba (Tsukikage)
- Yoroiden-Samurai Troopers (Seiji Date)
- Yu-Gi-Oh! Duel Monsters GX (Kosuke Kunisaki)
- Ranma ½ (A'sharda Kagewaki[a], Shadow Ranma)
- Magiczni wojownicy (Rahanimu)
- Arslan senki (OVA; Kishward)
- Zillion (Dave)